# Hugo von François

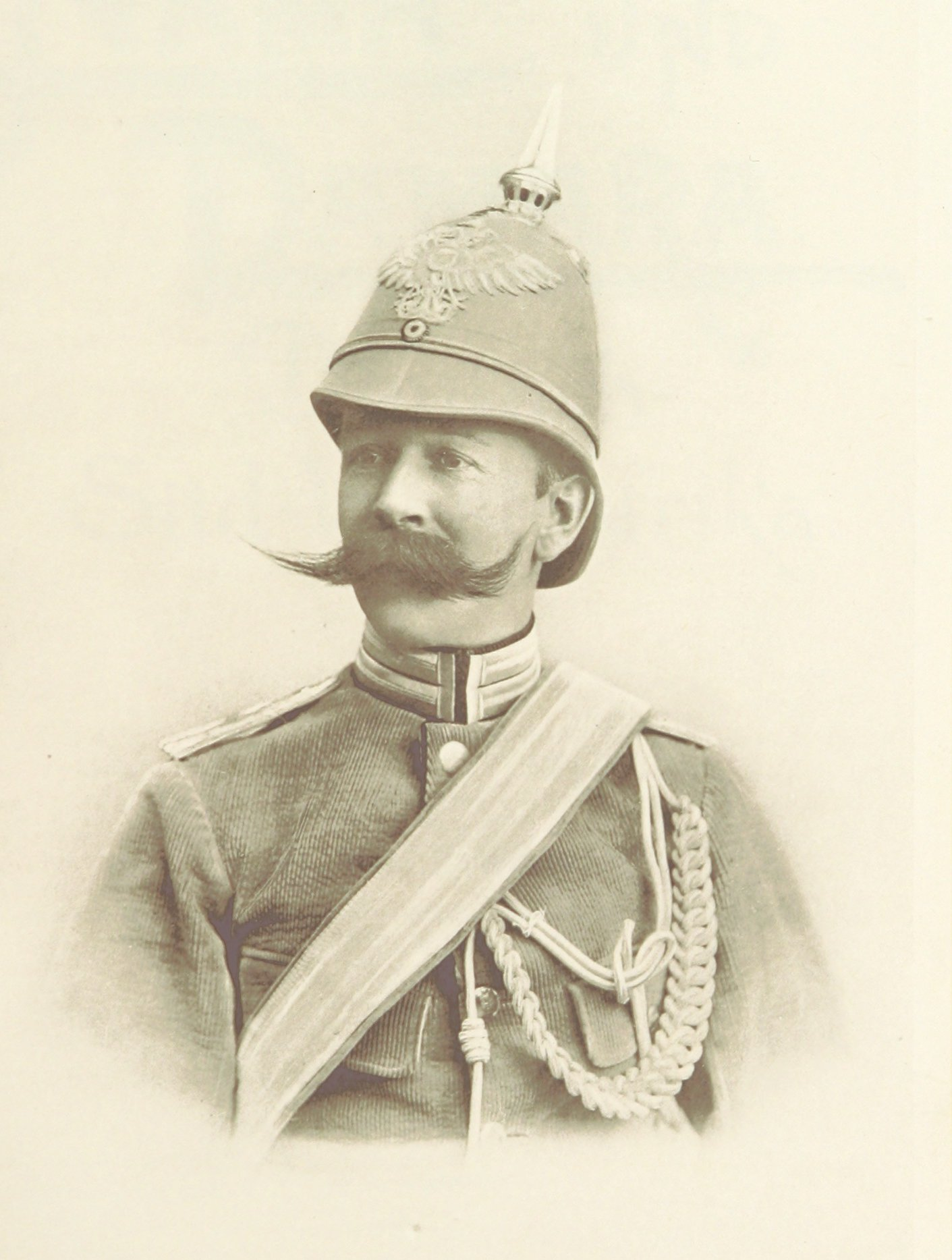
Hugo von François

Hugo von François (* 12. Mai 1861 in Reichenbach, Schlesien; † 13. März 1904 bei Okahandja) war Offizier der deutschen Schutztruppe in der Kolonie Deutsch-Südwestafrika, dem heutigen Namibia. Als Militärkommandant von Windhoek organisierte er deren Abwehr während des Hereroaufstandes.

## Werdegang und Leben
Hugo von François war ein Sohn des preußischen Generalmajors Bruno von François, der im Jahre 1870 während des Deutsch-Französischen Krieges in der Schlacht bei Spichern fiel. Sein älterer Bruder Curt von François war wie er Offizier in Deutsch-Südwestafrika. Sein jüngerer Bruder Hermann von François war General im Ersten Weltkrieg.

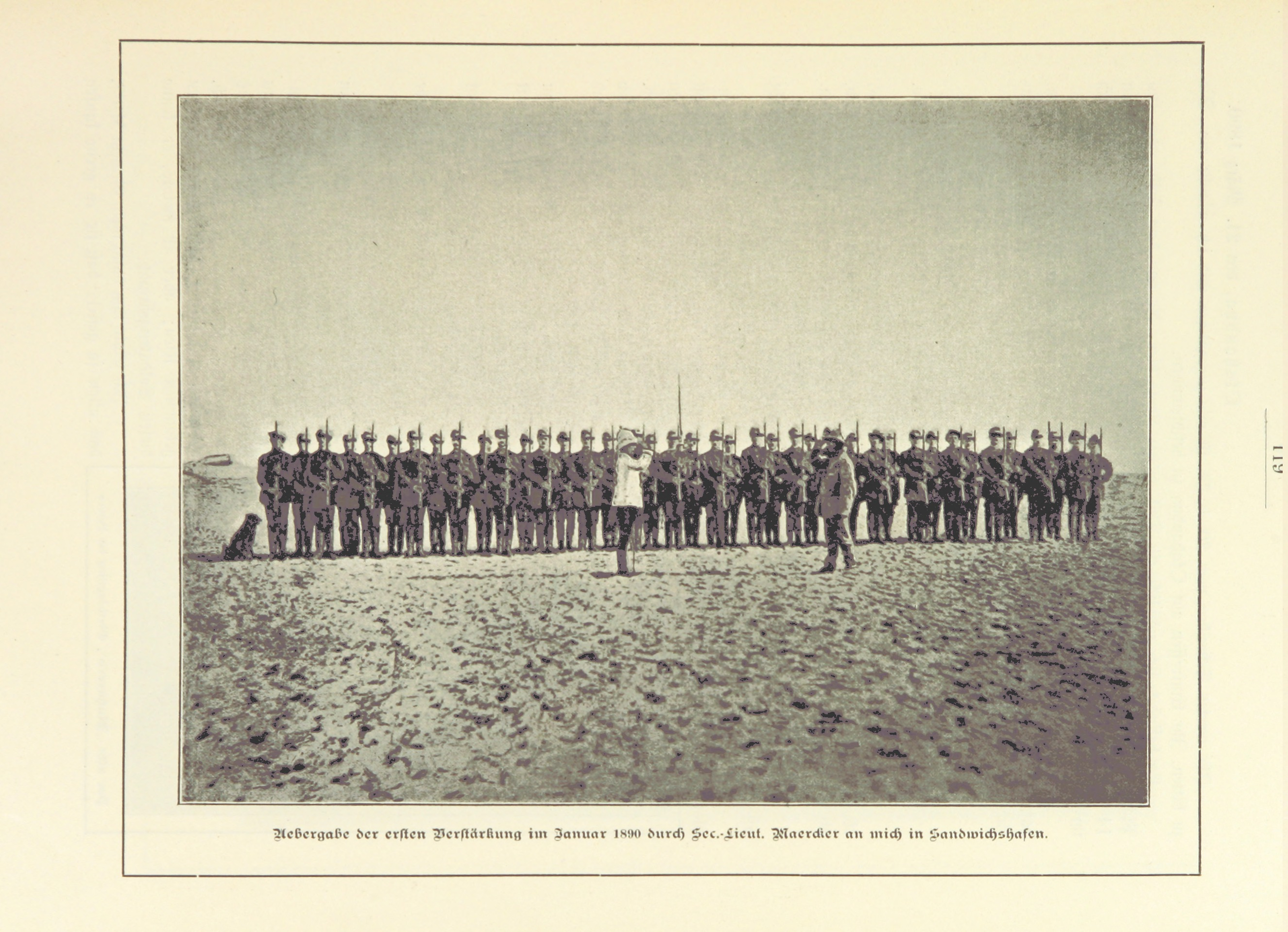
Übergabe der ersten Verstärkung im Januar 1890 durch Sec.Lieut. Maerdier an Hugo von François in Sandwichshafen

Gemeinsam mit seinem Bruder Curt erreichte Hugo von François am 24. Juni 1889 als Führer eines 21-köpfigen militärischen Kommandos die Walfischbucht in Deutsch-Südwestafrika (heute Namibia). Im Oktober sorgte sein Bruder dafür, dass er einen größeren Anteil an der Siedlung erhielt und sein Sitz in der Regierung in Windhoek gestärkt wurde. 1891 wurde er zum Leutnant befördert und 1896 zum Hauptmann. Im Juni des Jahres 1892 heiratete er während eines kurzen Besuches in Deutschland Else Gödecke.

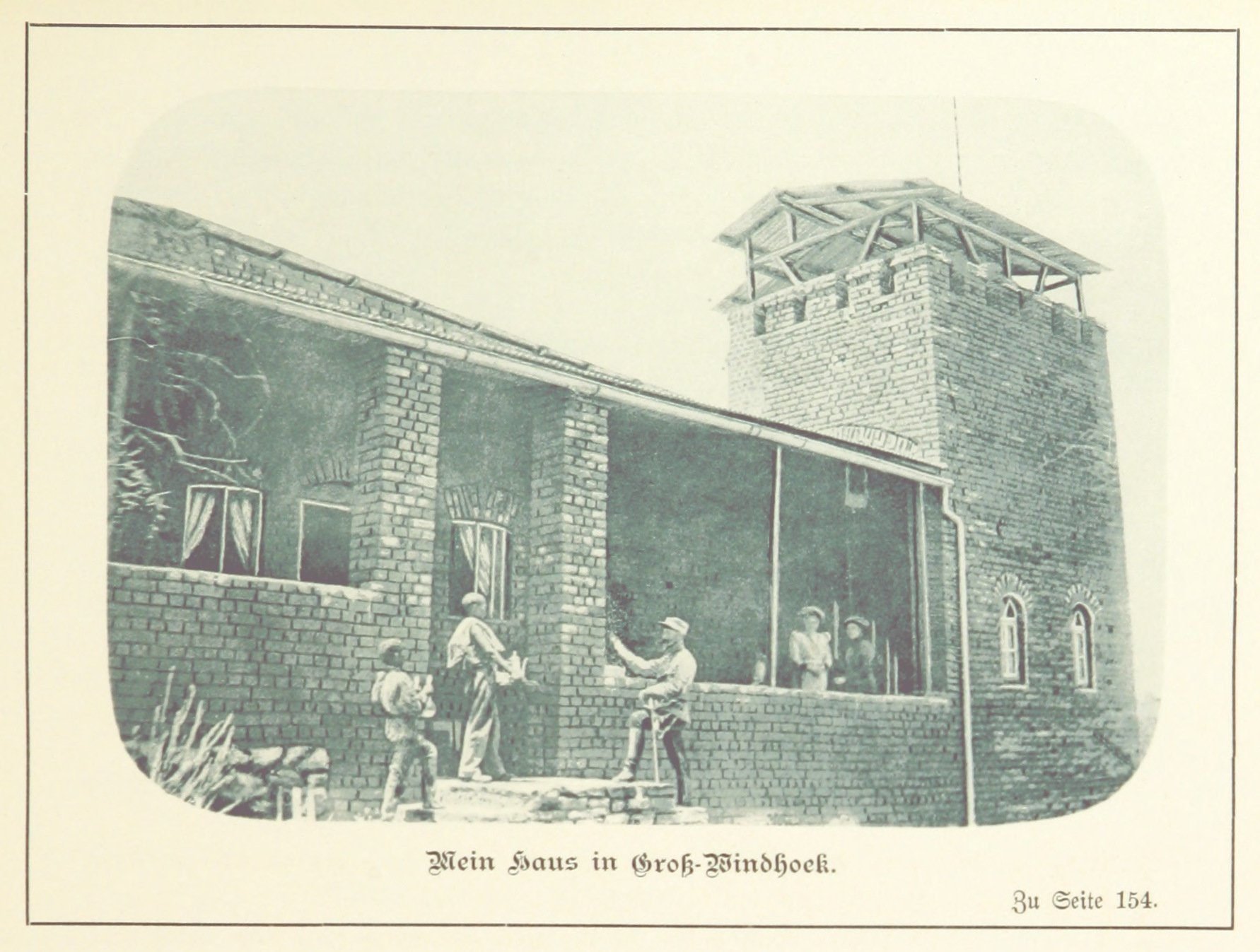
François’ Haus in Groß Windhoek

Hugo von François verließ Deutsch-Südwestafrika im Jahr 1894, trat 1898 offiziell aus dem Militär aus und kehrte 1901 zu seiner Farm nach Otjihase in Deutsch-Südwestafrika zurück. Beim Ausbruch des Hereroaufstandes im Jahre 1904 floh er am 12. Januar 1904 nach Windhoek und trat der Schutztruppe bei. Als Militärkommandant organisierte er den Widerstand der Stadt und deren Abwehr. Am 13. März 1904 fiel er in einem Gefecht bei der Wasserstelle Ovikokoreroim Kampf gegen die Ovaherero.
An Von François erinnert heute noch das Ovikokorero-Kriegerdenkmal auf Farm Harmonie bei Okahandja.

## Werke
- Nama und Damara, Deutsch-Südwestafrika, 1896.